# Apostolepis dimidiata
Apostolepis dimidiata este o specie de șerpi din genul Apostolepis, familia Colubridae, descrisă de Giorgio Jan în anul 1862. Conform Catalogue of Life specia Apostolepis dimidiata nu are subspecii cunoscute.